# Verordnung, die Bezeichnung gleichnamiger Ortsbürger betreffend
Die Verordnung, die Bezeichnung gleichnamiger Ortsbürger betreffend war eine Großherzoglich Hessische Verordnung aus dem Jahr 1832 zur eindeutigen Benennung von gleichnamigen Bürgern in Verwaltungsangelegenheiten und insbesondere Steuersachen durch einen Namenszusatz, amtlich Namensbeizeichen genannt.

## Hintergrund
In den ersten Jahrzehnten im Deutschen Bund kam es in vielen deutschen Staaten zu einem umfangreichen Modernisierungsschub in Verwaltungen und im Rechtswesen. Die im Heiligen Römischen Reich historisch gewachsenen, sehr heterogenen Strukturen wurden vereinheitlicht und systematisiert. Insbesondere in den neu entstandenen Staaten oder denjenigen mit bedeutenden Gebietsgewinnen – wie der Landgrafschaft Hessen-Darmstadt, die zum Großherzogtum Hessen angewachsen war – war dies der Fall. So wurden Grund- oder Stockbücher angelegt, alle Immobilien dort verzeichnet und das Einwohnermeldewesen vereinheitlicht.
Mit dem Aufbau einer systematischen Steuerverwaltung ergab sich die Herausforderung, Steuerforderungen eindeutig Steuerpflichtigen zuzuordnen. Dies war bei gleichnamigen Personen schwierig. Auch reichte es nicht aus, den Personen- und den Ortsnamen zusammen zu nutzen, da auch in einem Ort mehrere Personen den gleichen Namen haben konnten.
In vielen Gemeinden des Landes bestand bis dahin die unterschiedlich gehandhabte Praxis, dass gleichnamige Personen mit römischen Ordinalzahlen oder auch mit alt oder jung bezeichnet wurden. Diese Bezeichnungen wechselten jedoch beispielsweise bei Todesfällen oder Umzügen.

## Inhalt
Die Verordnung, die Bezeichnung gleichnamiger Ortsbürger betr. vom 27. November 1832 regelte daher, dass jeder Bürger, der einen Namensvetter hatte, mit der Eintragung ins Steuerregister eine fortlaufende Nummer erhielt, die lebenslang bestehen blieb. Mit dem Tod wurde diese Nummer für zehn Jahre gesperrt und erst dann wieder vergeben. Die Nummer wurde in Form einer römischen Ziffer dem Nachnamen in amtlichen Registern und Urkunden angehängt. So wurde beispielsweise der Lampertheimer Bürgermeister Adam Seelinger in amtlichen Dokumenten als Adam Seelinger IX. geführt. Dieses Namensbeizeichen hatte in Kombination mit dem Namen also eine ähnliche Funktion wie die heutige Steuerliche Identifikationsnummer.
Mit der Instruction, die Bezeichnung gleichnamiger Ortseinwohner und die Wahrung der Namensveränderungen betreffend vom 2. Juli 1850 wurden einige Details geregelt. So wurde die Sperrung der Neuvergabe der Nummer von zehn auf 30 Jahre erweitert, wenn der Betreffende noch in einem Grundbuch eingetragen war. Klargestellt wurde auch, dass ein Ortsbürger, der bisher der einzige seines Namens war (und daher kein Namensbeizeichen hatte), das Namensbeizeichen I. erhielt, wenn ein Namensvetter (mit der Nummer II.) eingetragen wurde. Bei einem Umzug sollte der Bürger in der neuen Gemeinde eine neue Nummer bekommen.
In einer Bekanntmachung, die nähere Bezeichnung gleichnamiger Ortsbürger betreffend vom 18. Oktober 1862 wurde abschließend klargestellt, dass die Nummer im bisherigen Ort für alle Angelegenheiten dort (z. B. im Grundbuch) weiterverwendet werden sollte, die neue Nummer jedoch für die Angelegenheiten im neuen Ort.

## Sonstige Verwendung
Die Namensbeizeichen wurden auch in die Geburts-, Heirats- und Sterberegister und in sonstige personenbezogene amtliche Dokumente übernommen, wodurch sie vielfach in genealogischer Literatur auftreten; sie beziehen sich dort folglich nicht (bzw. nur in Ausnahmefällen) auf die Namensabfolge innerhalb einer Familie, wie dies bei der Zählung von Adelsnamen (Friedrich III., Wilhelm II. u. ä.) der Fall ist. Dem unterschiedlichen Rechtsstatus von Männern und Frauen in jener Zeit entsprechend, finden sich die Namensbeizeichen nur bei männlichen Personen, gleichnamige Frauen werden über die Nennung der Väter oder Ehemänner identifiziert. – Häufig ist das Namensbeizeichen in amtlichen Dokumenten auch als Wort ausgeschrieben (z. B. „der Taglöhner Johann Leonhard Walther der Dritte“, „Johann Jakob Trumpfheller, Siebenter, Landwirth“ in einem Sterberegister von 1900).
Bereits 1829 war im benachbarten Kurfürstentum Hessen in einer Verordnung über die Führung der Kirchen- und Pfarrbücher die Nummerierung als eine Option neben anderen zur Personenunterscheidung eingeführt worden, sodass in historischen Dokumenten auch dort vereinzelt Personennamen mit einem solchen Beizeichen zu finden sind (jedoch häufiger ohne den Ordinalzahlen kennzeichnenden Punkt, z. B. „Hermann Müller II, kurhessischer Landtagsabgeordneter“, „Heinrich Meier III, Gastwirt und Metzger“).
Die hier besprochenen Namensbeizeichen sind heute noch vereinzelt in Firmennamen zu finden, die auf den persönlichen Namen ihrer Gründer zurückgehen.
Bei einer Nummerierung von Personennamen ist auch damit zu rechnen, dass innerhalb von Organisationen, Körperschaften und Familien eine auf die innere Differenzierung gerichtete eigenständige Reihung erfolgt ist, ohne dass eine allgemein gültige Regelung zugrunde liegt.

## Einzelnachweis
1. ↑  „Sind mehrere Familienväter von gleichem Geschlechtsnamen am gleichen Orte wohnhaft; so muß bemerkt werden, ob der Vater der Aeltere, Mittlere, Jüngere, oder der Erste, Zweite, Dritte u. s. f. seines Namens ist, oder sonst derselbe bei Gleichheit der Vornamen, weiter nach den Taufnamen seines Vaters, oder nöthigenfalls seines Grosvaters von väterlicher Seite, oder mittelst Benutzung der Namen seiner Mutter etc. bestimmt bezeichnet werden, wie dieses bereits durch §. 5 Unserer Verordnung vom 17ten Juni 1828 in Beziehung auf die gerichtlichen Währschafts- und Hypotheken-Bücher, Steuerkataster und dergleichen öffentliche Register vorgeschrieben worden ist.“ [Die Nummerierung wird dort noch nicht erwähnt]. Siehe Verordnung über die Führung der Kirchen- und Pfarrbücher, § 20, in: Sammlung von Gesetzen, Verordnungen, Ausschreiben und anderen allgemeinen Verfügungen für Kurhessen, 5. Bd., Jahre 1827–1830, Jg. 1829, S. 83ff, hier S. 88.